# Top lista nadrealista
Top lista nadrealista (česky doslova Hitparáda surrealistů) byl jugoslávský zábavný pořad, vysílaný televizí Sarajevo (byť s přestávkami) mezi lety 1984 a 1991. V Bosně a Hercegovině byl velmi populární, neboť často parodickým způsobem kritizoval či poukazoval na aktuální společenskou, politickou a ekonomickou situaci země. 
Televizní pořad předpovídal eskalaci mezietnického i jiného napětí v Bosně a Hercegovině, rozpad srbochorvatštiny jako ideje společného jazyka Srbů a Chorvatů, či mezinárodní intervence zahraničních sil.

## Zúčastnění herci
- Nenad Janković
- Zenit Đozić
- Branko Đurić
- Dražen Ričl
- Elvis J. Kurtović
- Davor Dujmović
- Dražen Janković
- Darko Ostojić
- Davor Sučić
- Boris Šiber
- Dado Jehan